# Забрањен приступ
Забрањен приступ је амерички филм из 2006. године режисера Ричарда Лонкрејна. Главне улоге играју: Харисон Форд, Пол Бетани и Вирџинија Мадсен.

## Радња
Џек Стенфилд је стручњак обезбеђења у Лендрок Пацифик Бенк у центру Сијетла. Посетила га је агенција за наплату која тврди да дугује 95.000 долара онлајн казину. Верујући да је до инцидента дошло због крађе идентитета, Џек је задужио свог колегу Харија Мичела да испита тужбу. Хари упознаје Џека са Билом Коксом, потенцијалним банковним партнером. У то време, Билови послушници Лијам, Вили, Пим и Вал упадају у Џекову кућу и узимају његову породицу (жену Бет и децу Сару и Ендија) за таоце. Кокс такође узима Џека за таоца, након чега га тера да оде кући.
Следећег јутра, Бил каже Џеку своје захтеве да пребаци по 10.000 долара са 10.000 највећих депонената банке – укупно 100 милиона долара – на Коксове банковне рачуне. Кокс опрема Џека камером и микрофоном како би био сигуран да не може да позове помоћ.
Џек одлази на посао, где га посећује Кокс (под именом Бил Редмонд). Бил тражи од Џека да му направи обилазак безбедносног система банке. На повратку, Џек безуспешно покушава да подмити Вилија, који је добио задатак да надгледа Џека, како би он издао свог шефа, али он, сазнавши за ово, погуби Вилија пред Џековом породицом. Покушај бекства се завршава неуспехом. Као „лекцију“, Кокс провоцира Ендија у анафилактички шок користећи колачиће са орасима (на које је алергичан). Да би спасао свог сина, Џек мора да пристане на захтеве бандита.
Следећег дана, Кокс приморава Џека да отпусти своју секретарицу Џенет, плашећи се да она постаје сумњива. Џек покреће банковни трансфер за слање новца на Коксове офшор рачуне. Пре одласка, Џек користи камеру на телефону запосленог да фотографише информације о налогу на екрану. Кокс тада почиње да прикрива трагове. Он приморава Џека да избрише безбедносне податке и СиСиТиВи снимке и користи вирус да сруши систем зграде. Враћајући се кући, Џек тамо затиче само Лијама. Наређује Џеку да крене за Билом (који заједно са Џековом породицом и псом напушта град), али Џек, схватајући да ће се разбојници по трансферу новца обрачунати са целом породицом, убија Лијама тако што му је разбио главу блендер.
Стенфилд зове Харија, али он се не јавља. Џек одлази у Харијеву кућу да разговара, али сведоци да Бил убија Харија пиштољем украденим од Џека. Бет је принуђена да под претњом пиштоља остави поруку која сугерише неверство на Харијевој секретарици. Џек схвата да Кокс жели да му намести и представи дуг од 95.000 хиљада као мотив за пљачку.
Џек долази кући код Џенет и убеђује је да помогне (у замену за враћање на посао) да врати телефон са инкриминишућим доказима о Билу. Џек хакује Коксове рачуне на Кајманским острвима и враћа новац. Он зове Кокса на Лијамов телефон, који пристаје да пусти његову породицу у замену за повраћај новца. Док прича, Џек чује породичног пса у позадини и схвата да може да пронађе своју породицу користећи ГПС трагач у огрлици пса. Сигнал води до напуштене куће. Џек каже Џенет да позове полицију и вози се до куће.
Свађа између Била и Вал доводи до смрти овог другог. Сара истрчава из куће. Пим јури за њом, али Џек га набија Џенетиним аутомобилом, а разбојник је убијен у експлозији која је уследила. Бил одводи Бет и Ендија на горњи спрат, али Џек успева да их пресретне и, након бруталне борбе, убије Кокса ударивши га крампом у леђа. Џек се поново састаје са својом породицом, након чега они одлазе, чекајући долазак полиције.

## Улоге
| Глумац                | Улога          |
| --------------------- | -------------- |
| Харисон Форд          | Џек Стенфилд   |
| Пол Бетани            | Бил Кокс       |
| Вирџинија Мадсен      | Бет Стенфилд   |
| Мери Лин Рајскаб      | Џанет Стоун    |
| Џими Бенет            | Енди Стенфилд  |
| Карли Шродер          | Сара Стенфилд  |
| Роберт Форстер        | Хари Романо    |
| Роберт Патрик         | Гари Мичел     |
| Николај Костер Валдау | Лијам          |
| Кет Тертон            | Вел            |
|                       | Пим            |
| Винсент Гејл          | Вили           |
| Алан Аркин            | Арлин Форестер |